# سدرایه
سدرایه (به عربی: سدرایة) یک شهرداری در الجزایر است که در استان مدیه واقع شده‌است. سدرایه ۷٬۰۷۰ نفر جمعیت دارد.